# غاري فايس
غاري فايس (بالإنجليزية: Gary Weis)‏ هو مخرج أمريكي، ولد في القرن العشرين في الولايات المتحدة.

## وصلات خارجية
- غاري فايس على موقع IMDb (الإنجليزية)
- غاري فايس على موقع ألو سيني (الفرنسية)
- غاري فايس على موقع ميوزك برينز (الإنجليزية)
- غاري فايس على موقع أول موفي (الإنجليزية)
- غاري فايس على موقع قاعدة بيانات الأفلام السويدية (السويدية)
- غاري فايس على موقع قاعدة بيانات الفيلم (الإنجليزية)
- غاري فايس على موقع كينوبويسك (الروسية)